# Nucleus Torn
I Nucleus Torn sono una band neofolk svizzera.

## Storia
La band è stata fondata nel 1997 come one-man band da Fredy Schnyder, un polistrumentista in grado di suonare chitarra acustica ed elettrica, pianoforte, registratori, dulcimer, bouzouki, percussioni, oud, ed altri strumenti. Due anni dopo, ai Nucleus Torn si è aggiunto Patrick Schaad alla voce. Nel 2000 la formazione è ulteriormente aumentata con l'arrivo di Christoph Steiner alla batteria e alle percussioni. Questa è stata la formazione che ha prodotto il primo EP Silver, pubblicato nel 2001 (self-released della band).
Altri musicisti si sono uniti alla band nel 2003 e nel 2004. Nel 2004 è uscito anche il secondo EP, Krähenkönigin, sotto etichetta svizzera Kunsthall, a seguito di una convincente versione di due tracce presenti nel demo Submission (uscito l'anno prima). In realtà Krähenkönigin era stato registrato già nel 1998 da Fredy Schnyder, ma non uscì appunto prima del 2004.
Stilisticamente, Krähenkönigin è un album dove vi è il solo uso della chitarra classica.
 I due EP ed il demo (Krähenkönigin, Silver e Submission) sono stati successivamente rimasterizzati e ripubblicati dalla band (insieme a due brani inediti) nella compilation Travellers (uscita nel 2010 per la tedesca Prophecy Productions).
Nel 2006 i Nucleus Torn pubblicarono il loro primo album, Nihil. L'album nacque da tre anni di lavoro della band. Questo nuovo album si discosta nel suo stile musicale dai precedenti: se negli EP le sonorità erano di stampo folk-rock/neofolk, Nihil è invece più vicino al progressive rock ed al metal estremo.
Nihil è la prima parte di una trilogia di album progettati dalla band. Nel 2008 infatti, esce il secondo full-length, Knell.
La terza e ultima parte della trilogia intitolata Andromeda Awaiting è uscita invece nel novembre del 2010.

## Formazione
- Patrick Schaad - voce
- Maria D'Alessandro - voce
- Rebecca Hagmann - violoncello
- Christoph Steiner - batteria, percussioni
- Christine Schüpbach-Käser - violino
- Anouk Hiedl - flauto
- Fredy Schnyder - chitarra, chitarra acustica, pianoforte, organo, basso, dulcimer, irish bouzouki, mandolino, oud, saz baglama, bagpipes, percussioni

## Discografia
- Silver (EP, 2001) self-released
- Submission (Demo, 2003) self-released
- Krähenkönigin (EP/10", 2004, mix del 2001) Kunsthall
- Nihil (CD, 2006) 	Prophecy Productions
- Knell (CD, 2008) 	Prophecy Productions
- Travellers (CD -Compilation-, 2010) 	Prophecy Productions
- Andromeda Awaiting (CD -A5 digipack-, 2010)	Prophecy Productions
- Golden Age (CD, 2011) 	Prophecy Productions
- Street Light Fails (CD, 2014) 	Prophecy Productions
- Neon Light Eternal (CD, 2015) 	Prophecy Productions